# FreeMind
FreeMind – darmowa aplikacja do tworzenia map myśli, napisana w Javie, objęta licencją GPL. Zapewnia szerokie możliwości eksportu utworzonych w niej plików. Działa w systemach Microsoft Windows, Linux i macOS za pośrednictwem środowiska Java Runtime Environment.